# Peinture fraîche
Pour plus de détails, voir Fiche technique et Distribution.
Peinture fraîche (Wet Paint) est un dessin animé de la série des Donald Duck produit par Walt Disney pour RKO Radio Pictures sorti le 9 août 1946.

## Synopsis
Donald est en train de repeindre sa voiture en rouge, lorsqu'un oiseau tenant un fil se pose dessus...

## Fiche technique
- Titre original : Wet Paint
- Titre français : Peinture fraîche[1]
- Série : Donald Duck
- Réalisateur : Jack King
- Scénariste : Roy Williams
- Animateurs : Bill Justice, Hal King, Sandy Strother et Don Towsley
- Layout : Ernie Nordli
- Background : Howard Dunn
- Musique : Oliver Wallace
- Voix : Clarence Nash (Donald)
- Producteur : Walt Disney
- Société de production : Walt Disney Productions
- Distributeur : RKO Radio Pictures
- Date de sortie : 9 août 1946[2]
- Format d'image : couleur (Technicolor)
- Son : Mono (RCA Photophone)
- Durée : 8 min
- Langue : (en)
- Pays :  États-Unis

## Voix françaises
- Sylvain Caruso : Donald Duck

## Titre en différentes langues
D'après IMDb :
- Finlande : Maalarin riesa
- Suède : Kalle Anka målar bilen, Nymålat